# Riksväg 94
Der Riksväg 94 ist eine schwedische Fernverkehrsstraße in Norrbottens län. 

## Verlauf
Die Straße zweigt beim Trafikplats Antnäs südlich der Stadt Luleå nach Westen vom Europaväg 4 ab und verläuft über Klöverträsk und Älvsbyn, wo sie den Fluss Pite älv quert und den Länsväg 374 kreuzt, und weiter über Vistträsk (ehemals Vistheden) nach Arvidsjaur, wo sie an dem unter der Bezeichnung Silberweg bekannten Riksväg 95 kurz vor dessen Kreuzung mit dem Europaväg 45 (Inlandsvägen) endet. Die Länge der Straße beträgt 138 km.